# Оклендский убийца детей
Оклендский убийца детей (англ. Oakland County Child Killer) — прозвище неопознанного серийного убийцы, ответственного за убийство 4 или более детей в округе Окленд в штате Мичиган (США) в 1976—1977 годах. Убийцу прозвали «Бэбиситтером» (с англ. — «няня»).

## Обстановка
За 13 месяцев на территории округа были похищены и убиты четверо детей. Их тела находили в разных частях округа. Детей находили в промежуток от 4 до 19 дней после их смерти.
Их смерти вызвали расследование, которое в то время стало крупнейшим в истории США. Убийства до сих пор не раскрыты.
По юго-востоку Мичигана прокатилась волна страха и массовой истерии, молодые люди были оповещены об опасности, и родители заполонили улицы вокруг школ, встречая и провожая своих детей. Те немногие, кто ходил в группах и под присмотром родителей, могли уйти в «дома безопасности», если чувствовали дискомфорт. Дети даже опасались использовать игровую площадку прямо за Бирмингемским полицейским участком. В Ливонии даже произошёл один инцидент с участием водителя грузовика, который напал на человека, спрашивавшего у двух мальчиков дорогу. Спрашивавший оказался продавцом шин из Огайо, который ничего не знал об убийствах. «Detroit News» объявили награду в 100 000 долларов США за задержание убийцы.
Дело агрессивно освещалось двумя ежедневными газетами Детройта, также оно освещалось по многочисленным радиостанциям и телевизионным каналам.

## Жертвы

### Подтвержденные
- Марк Стеббинс, 12 лет, из Ферндейла, последний раз был замечен покидающим зал Американского Легиона в воскресенье днём 15 февраля 1976 года. Перед этим он сказал матери, что пойдёт домой посмотреть телевизор. Его тело было найдено 19 февраля аккуратно положенным в сугроб на парковке офисного здания на Десять Майл-Роуд и Гринфилд в Саутфилде (некоторые источники называли Ок-Парк[англ.]; Гринфилд является границей между городами). Он был задушен и изнасилован неким предметом. На запястьях ребенка нашли следы веревки. Он был одет полностью в ту одежду, в которой его видели в последний раз[2].
- Джилл Робинсон, 12 лет, из Ройал-Ока[англ.], упаковала рюкзак и сбежала из дома в среду 22 декабря 1976 года, после того, как поругалась с матерью из-за приготовления ужина. Через день после пропажи её велосипед был найден за магазином товаров для хобби на главной улице города. Её тело было найдено утром 26 декабря на обочине шоссе I-75 около дороги Биг Бивер в Трое. Она была убита выстрелом из дробовика в лицо. На ней по-прежнему был её рюкзак, и она была полностью одета. Тело было опять помещено в сугроб, причём прямо перед полицейским участком Трои[2].
- Кристин Михелич, 10 лет, из Беркли[англ.], последний раз видели в воскресенье 2 января 1977 года в 3 часа дня около магазина 7-Eleven на Твэлв Майл-Роуд на Окшире в Беркли, покупающей журнал. Почтальон нашёл её полностью одетое тело 19 дней спустя на просёлочной дороге в поселке Франклин[англ.]. Она была задушена. Тело было положено в пределах видимости из близлежащих домов, с закрытыми глазами и руками, сложенными на груди; притом оно опять находилось в сугробе[2].
- Тимоти Кинг, 11 лет, взяв 30 центов у своей старшей сестры, вышел из дома в Бирмингеме со скейтбордом в руках, чтобы купить конфет в магазине около Мейпл-Роуд в среду 16 марта 1977 года около 8:30 вечера. Он покинул магазин через задний выход, ведущий на автостоянку, и исчез[2]. Интенсивные поиски охватили всю столичную зону Детройта, и были широко освещены СМИ, которыми уже активно освещались три предыдущих убийства. В эмоциональном телеобращении отец Тимоти, Барри, умолял отпустить сына невредимым. В письме «Detroit News[англ.]» Мэриан Кинг писала, что надеется, что сын вернётся домой, и она угостит его любимым блюдом — жареным цыпленком из KFC. Поздно вечером 22 марта 1977 года двое подростков в машине заметили его тело в неглубокой придорожной канаве у Гилл-Роуд в 300 футах к югу от Эйт Майл-Роуд в Ливонии, прямо на границе с округом Уэйн. Его скейтборд лежал рядом. Его одежда была постирана и аккуратно выглажена. Он был задушен и изнасилован неким предметом. Экспертиза показала, что перед смертью он съел жареного цыплёнка[2].

### Предполагаемые
В тот же период в округе произошли другие убийства и похищения. Они не были связаны с остальными преступлениями из-за различий в исполнении.
- Синтия Кадье, 16 лет, была похищена и забита до смерти вечером 15 января 1976 года. Пропавшая из Розвилля девочка была обнаружена избитой и голой в Блумфилде утром 16 января[4].
- Джеймс Дэвисон, 13 лет, был похищен 22 июня 1974 года возле Моррис-авеню и Портер-авеню в Аллен Парк, округ Уэйн, Мичиган. Поиски продолжались несколько дней. Он был задушен и оставлен в переулке лицом вниз в округе Окленд. Он был найден 26 июня в той же одежде, в которой он пропал. Он шел в гости к другу, когда его похитили, а его велосипед был найден в трех кварталах от его дома. Он пережил нападение; возможно, был жертвой Оклендского детоубийцы.

### Опровергнутые
- Шейла Сроук, 14 лет, была изнасилована и застрелена в доме на Вилла-стрит в Бирмингеме 20 января 1976 года. Её убийца ранее вечером ограбил несколько домов. Сосед с ужасом наблюдал за этим, убирая снег с крыши своего дома[5]. Оливер Родс Эндрюс признался в убийстве Сроук, и его вина была доказана; на данный момент отбывает пожизненное заключение[5].

## Расследование
После нахождения тела Кристин Михелич власти быстро поняли, что они имели дело с тремя одинаковыми случаями и схожими уликами. Публично было заявлено о возможности появления в округе серийного убийцы. Полиция Мичигана создала группу для расследования.
Вскоре после похищения Тимоти Кинга был составлен словесный портрет предполагаемого похитителя и описание его автомобиля. Одна женщина утверждала, что она видела мальчика со скейтбордом, говорящим человеку на стоянке магазина, как он сказал своим родителям, что собирается кататься на скейтборде. Машиной оказался синий «AMC Gremlin» с белой полосой сбоку. Каждый владелец такой машины в округе был допрошен.
Следователи составили профиль убийцы, основанный на описаниях свидетелей: согласно показаниям, это был белый человек со смуглым лицом, 25—35 лет с бакенбардами и косматыми волосами. Следователи полагали, что его место работы позволяет ему свободно передвигаться на расстояния, и вызывает доверие детей — он мог быть полицейским, доктором, священником. Также предполагалось, что преступник хорошо знает местность и может длительное время удерживать детей, не вызывая подозрений соседей.
Группа проверила ещё более 18 000 сообщений, которые привели к паре дюжин арестов и совместной с другими штатами операции по пресечению распространения детской порнографии, но не смогла добиться прогресса в расследовании. Группа распалась в декабре 1978 года. Больше убийств не было.

## Подозреваемые

### «Аллен»
Детройтский психиатр Брюс Данто, работавший с группой по расследованию, через несколько недель после нахождения тела Тимоти получил неловко написанное и переполненное чувством вины письмо от некоего «Аллена». С его слов, он был соседом убийцы по комнате, которого звали «Фрэнк», и помогал тому ухаживать за жертвами. Аллен написал полное мольбы и раскаяния страшное письмо, в котором говорилось, что он теряет рассудок, боится исчезнуть, покончить жизнь самоубийством. Это убеждало доктора Данто в подлинности письма.
Аллен заявил, что помогал Фрэнку выискивать мальчиков на дорогах, но он никогда не присутствовал во время похищений будущих жертв. Аллен подтвердил, что Фрэнк водил машину марки «Gremlin», но бросил её где-то в Огайо, чтобы никто больше не увидел этот автомобиль.
Аллен сказал, что убийца был травмирован убийствами детей во вьетнамской войне, в которой принимал участие, как и сам Аллен, и стал мстить обеспеченным гражданам Бирмингема. Аллен написал, что Фрэнк хотел, чтобы богатые страдали, послав войска во Вьетнам, но ничего не получив взамен.
Аллен проинструктировал Данто ответить словами «Метеослужбы утверждают, что деревья зацветут через три недели», и они были напечатаны в Sunday’s Free Press. Вскоре Аллен позвонил Данто, и предложил предоставить фотодоказательства в обмен на иммунитет от уголовного преследования. Под надзором полиции психиатр договорился встретиться Алленом в баре «Pony Cart» в окрестностях района Палмер Вудс. Аллен не появился, и о нём больше не слышали.

### Арчибальд Эдвард Слоан
Слоан был педофилом, убивавшим детей по соседству. Он стал подозреваемым после обнаружения волос в его «Понтиак Бонневиль» 1966 года выпуска, которые могли принадлежать Тимоти Кингу и Марку Стеббинсу. Однако другие найденные волосы не принадлежали жертвам Оклендского детоубийцы. Слоан часто одалживал свой автомобиль дружкам-педофилам. Сам Слоан с 1985 года отбывает пожизненный срок за жестокое изнасилование ребёнка.

### Крис Буш
Одним из самых вероятных подозреваемых считается Крис Буш, сын Гарольда Ли Буша — финансового директора General Motors. Крис Буш был под стражей полиции незадолго до похищения Тимми по подозрению в причастности к производству детской порнографии. Он покончил жизнь самоубийством в 1978 году. В комнате Буша был найден рисунок, позже интерпретированный как изображение кричащего Марка Стеббинса, первой жертвы Оклендского убийцы, однако семья убитого мальчика и широкая общественность узнали об этой улике лишь спустя 35 лет. После суицида Буша убийства больше не повторялись.

### Джеймс Винсент Ганнелс
Будучи молодым подростком, Ганнелс неоднократно подвергался сексуальному насилию со стороны Криса Буша в доме на озере Исс. Буш был осужден за это преступление. ДНК волос Ганнелса частично совпало с ДНК волос, найденных на блузке Кристины Михелич.

### Джон Уэйн Гейси
Следствие в Мичигане отрабатывало версию, мог ли быть Джон Гейси Оклендским убийцем детей. Свидетель похищения Тимоти Кинга заявил, что видел с ним двух мужчин. Первый из подозреваемых был описан как молодой человек 25-29 лет, описание второго подозреваемого было схоже с описанием Гейси. Предположительно, во время совершения детских убийств, Гейси находился в Мичигане. Согласно анализу ДНК, проведенному в 2013 г., Гейси не принимал участия в оклендских убийствах.

### Теодор Ламборджине
Полиция в Парма Хайтс арестовала Теда Ламборджине — пенсионера, который, как считается, в семидесятых годах был связан с производством детской порнографии. 27 марта 2007 года в эфире детройтской телестанции WXYZ следователи сказали, что тот был главным подозреваемым. Ламборджине признал себя виновным в 15 случаях секса с мальчиками, но не согласился пройти тест на полиграфе на причастность к убийствам в Окленде. Ламборджине отклонил предложение пройти тест в ответ на смягчение наказания.
В октябре 2007 года семья Марка Стеббинса подала иск против него на 25 000 долларов США. Его обвинили в четырёхдневном удерживании Марка в своём доме в Роял Оке в феврале 1976 года, перед удушением во время изнасилования. Ему никогда не было предъявлено обвинение в смерти Марка Стеббинса. Адвокат Дэвид Бинкли ходатайствует о компенсации, в том числе и на расходы на погребение брата Стеббинса, Майкла, но подчёркивает, что деньги вторичны.

## Возобновленное расследование и новые улики

### Отчеты о расследовании, предоставленные семьям жертв
Полицейские отчеты, полученные Кеном Кингом, включали новые откровения, в том числе анализ ДНК новых подозреваемых; набросок кричащего от ужаса ребенка в капюшоне, напоминающего Марка Стеббинса, найденный на месте самоубийства Криса Буша; окровавленную веревку, найденную там же.
Кэтрин Брод, сестра убитого Тимоти Кинга, собрала собственный архив материалов расследования.
Изучив записи дел, семья Кинг выпустила документальный фильм под названием «Десятилетия обмана». Фильм осуждает следователей и прокуроров за предполагаемые отвратительного качества расследования и отсутствие работы в команде, и, в частности, игнорирование того, что Кинги обнаружили в 2006 году. Средства, полученные от продажи документального фильма, были пожертвованы фонду Тима Кинга, предназначенному для оказания помощи детям, подвергшимся насилию, и поддержке инициатив для детей Бирмингема.

### Ситуация на данный момент и повторное открытие дела в 2012 году
В 2011 году было проведено ДНК-исследование улик, собранных в связи с делом Оклендского убийцы детей. Во-первых, было подтверждено, что белые волосы животного, которые были найдены на трупах или одежде всех четырёх детей, считающихся каноническими жертвами Оклендского убийцы, принадлежат одной и той же собаке. Это снимает любые кривотолки о связях убийств между собой. Во-вторых, человеческие волосы, найденные на теле или одежде убитой Кристины Михелич, по всей видимости, принадлежат Джеймсу Винсенту Ганнелсу, местному жителю, которому на момент убийств было 16 лет. Это косвенно указывает в сторону Криса Буша, поскольку Ганнелс был совращён Бушем и впоследствии входил в близкий круг его общения. Учитывая то, что ДНК-материал, собранный с тела Михелич, был низкого качества, и то, что сам по себе факт наличия волос Ганнелса на теле и одежде похищенной и убитой девочки не говорит о том, что убийца именно он, никаких обвинений этому человеку предъявлено не было. Стоит отметить, что во взрослые годы Ганнелс имел несколько тюремных сроков за имущественные преступления, и даже известие об идентификации его ДНК с волосом, найденным на Кристине Михелич, он встретил, находясь в заключении. Ему было предложено пройти тест на полиграфе, ответив на ряд вопросов, связанных с похищением и убийством Михелич, который Ганнелс провалил. Несмотря на то, что он всегда отрицал какое бы то ни было участие в этих преступлениях, а после выхода на свободу даже был инициатором своей встречи с семьёй Тимоти Кинга, Крис Кинг (брат Тимоти) заявил, что Ганнелс «имеет по крайней мере некоторые сведения о преступлениях».
Позже, в 2012 году, были идентифицированы волосы, найденные на теле Марка Стеббинса и Тима Кинга. Было обнаружено сходство их митохондриального профиля ДНК с волосами, найденными в автомобиле Арчибальда Э. Слоана (1941 г. р.). Когда именно были взяты материалы из автомобиля, точно не известно, возможно, в середине 1970-х, когда Слоан, стоявший на учёте как педофил, допрашивался в связи с похищениями и убийствами детей. Конкретного человека по ДНК-тесту волос определить не удалось, доподлинно можно сказать лишь то, что это волосы не самого Слоана. От какого бы то ни было сотрудничества со следствием, в связи с открывшимися фактами, он отказался.
В 2013 году анонимный информант сообщил о синем автомобиле AMC Gremlin, захороненном на фермерском поле, которое сейчас разрабатывается в Гранд-Блан. Полиция расследует, связан ли этот Гремлин с преступлениями, так как Тимоти Кинга в последний раз видели именно в синем Гремлине. Тем не менее, среди фермеров распространен подобный метод распоряжения нежелательными автомобилями.

## Оклендский убийца детей в культуре и искусстве